# Spinoloricus
Genre
Spinoloricus est un genre de loricifères de la famille des Nanaloricidae.

## Liste des espèces
- Spinoloricus cinziae Neves, Gambi, Danovaro & Kristensen, 2014
- Spinoloricus neuhausi Neves & Kristensen 2016
- Spinoloricus turbatio Heiner & Neuhaus, 2007

## Publication originale
- Heiner & Neuhaus, 2007 : Loricifera from the deep sea at the Galapagos Spreading Center, with a description of Spinoloricus turbatio gen. et sp. nov. (Nanaloricidae). Helgoland Marine Research, vol. 61, no 3, p. 167-182.